# Adolfo Bautista
Adolfo Bautista Herrera (Dolores Hidalgo, 1979. május 15. –) egy mexikói válogatott labdarúgó, aki jelenleg a másodosztályú Coras de Tepicben játszik. Középpályásként és csatárként is bevethető.

## Pályafutása

### Kezdeti évek
Bautista 1998. március 7-én, 18 évesen mutatkozott be első profi csapatában, a Tecos UAG-ban. Első gólját 2000. szeptember 17-én, a Necaxa ellen szerezte. 2002-ben a Moreliához igazolt, ahol rettegett csatárpárost alkotott a chilei Reinaldo Naviával. 2003-ig maradt, majd aláírt a Pachucához. Nem tudott igazán jó teljesítményt nyújtani, mindössze két gólt szerzett, mielőtt 2004-ben elhagyta volna a csapatot.

### CD Guadalajara
A CD Guadalajara 2004-ben leigazolta Bautistát. Egy szezonjába telt, mire új megtalálta formáját. 2005-ben ő is részt vett a csapattal a Copa Libertadoresben, ahol 4-0-ra verték a Boca Juniorst, majd 5-2-es összesítéssel kiestek az Athletico Paranaense ellen. Bár megbecsült tagja volt a csapatnak, Omar Bravo és Alberto Medina mellett nem jutott sok lehetőséghez, így távoznia kellett.

### Jaguares
Bautista 2007. június 11-én, 5 millió amerikai dollárért igazolt a Jaguares de Chiapashoz. Augusztus 4-én, egy Atlante elleni 1-1-es meccsen debütált új csapatában. A 2008-as Aperturában kilenc gólt szerzett, ezzel harmadik helyen végzett a góllövőlistán és ő lett az egyetlen mexikói, aki bekerült a legjobb tíz góllövő közé. A Clausurában nem tudta megismételni a jó teljesítményét, hiszen egy sérülés miatt nem játszhatott a torna elején.

### Visszatérés a Guadalajarához
2009. december 15-én visszatért a Guadalajarához, ahol hároméves szerződést írt alá. 2010. február 20-án, a Puebla ellen két gólt is szerzett, ezzel 3-2-es győzelemhez segítve csapatát. Egy héttel később, a San Luis ellen ismét gólt lőtt.

### A válogatottban
Bautista 2002-ben lépett pályára először a mexikói válogatottban, de nem tudott állandó helyet szerezni magának a csapatban. Sokszor vádolták meg azzal, hogy a nemzeti csapatban meg sem próbálja ugyanazt a teljesítményt nyújtani, mint klubjaiban. Sem a 2002-es, sem a 2006-os világbajnokságon nem volt ott, de a 2010-es tornára behívót kapott.

#### Mérkőzései a válogatottban
| Mexikó | Mexikó              | Mexikó                                          | Mexikó             | Mexikó   | Mexikó             | Mexikó                          | Mexikó | Mexikó      |
| #      | Dátum               | Helyszín                                        | Hazai              | Eredmény | Vendég             | Kiírás                          | Gólok  | Esemény     |
| ------ | ------------------- | ----------------------------------------------- | ------------------ | -------- | ------------------ | ------------------------------- | ------ | ----------- |
| 6.     | 2003. május 8.      | Houston, Reliant Stadium                        | Egyesült Államok   | 0 – 0    | Mexikó             | barátságos                      | 0      | 82'         |
| 7.     | 2003. augusztus 20. | East Rutherford, Giants Stadium                 | Mexikó             | 1 – 3    | Peru               | barátságos                      | 0      | 58'         |
| 8.     | 2003. október 15.   | Chicago, Soldier Field                          | Mexikó             | 0 – 2    | Uruguay            | barátságos                      | 0      | 61'         |
| 9.     | 2003. november 19.  | San Francisco, Pacific Bell Park                | Mexikó             | 0 – 0    | Izland             | barátságos                      | 0      | 65'         |
| 10.    | 2004. február 18.   | Carson, The Home Depot Center                   | Mexikó             | 1 – 1    | Chile              | barátságos                      | 0      | 60'         |
| 11.    | 2004. március 10.   | Tuxtla Gutiérrez, Estadio Víctor Manuel Reyna   | Mexikó             | 2 – 1    | Ecuador            | barátságos                      | 0      | 46'         |
| 12.    | 2004. június 19.    | San Antonio, Alamodome                          | Dominikai Közösség | 0 – 10   | Mexikó             | vb-selejtező                    | 2      | 9' 38'      |
| 13.    | 2004. június 27.    | Aguascalientes, Estadio Victoria                | Mexikó             | 8 – 0    | Dominikai Közösség | vb-selejtező                    | 2      | 2' 36'      |
| 14.    | 2004. július 7.     | Chiclayo, Estadio Elías Aguirre                 | Mexikó             | 2 – 2    | Uruguay            | Copa América, csoportkör        | 0      | 67'         |
| 15.    | 2004. július 13.    | Piura, Estadio Miguel Grau                      | Mexikó             | 2 – 1    | Ecuador            | Copa América, csoportkör        | 0      | 42' 42' 60' |
| 16.    | 2004. július 18.    | Piura, Estadio Miguel Grau                      | Mexikó             | 0 – 4    | Brazília           | Copa América, negyeddöntő       | 0      |             |
| 17.    | 2005. december 14.  | Phoenix, Chase Field                            | Mexikó             | 2 – 0    | Magyarország       | barátságos                      | 0      |             |
| 18.    | 2006. február 15.   | Los Angeles, Memorial Coliseum                  | Mexikó             | 0 – 1    | Dél-Korea          | barátságos                      | 0      | 46'         |
| 19.    | 2007. február 7.    | Glendale, University of Phoenix Stadium         | Egyesült Államok   | 2 – 0    | Mexikó             | barátságos                      | 0      | 46'         |
| 20.    | 2007. március 25.   | San Nicolás de los Garza, Estadio Universitario | Mexikó             | 2 – 1    | Paraguay           | barátságos                      | 0      | 46'         |
| 21.    | 2007. március 28.   | Oakland, McAfee Coliseum                        | Mexikó             | 4 – 2    | Ecuador            | barátságos                      | 1      | 46' 87'     |
| 22.    | 2007. június 2.     | San Luis Potosí, Estadio Alfonso Lastras        | Mexikó             | 4 – 0    | Irán               | barátságos                      | 0      | 46'         |
| 23.    | 2007. június 5.     | Mexikóváros, Estadio Azteca                     | Mexikó             | 0 – 1    | Paraguay           | barátságos                      | 0      | 46'         |
| 24.    | 2007. június 8.     | East Rutherford, Giants Stadium                 | Mexikó             | 2 – 1    | Kuba               | CONCACAF-aranykupa, csoportkör  | 0      | 46'         |
| 25.    | 2007. június 17.    | Houston, Reliant Stadion                        | Mexikó             | 1 – 0    | Costa Rica         | CONCACAF-aranykupa, negyeddöntő | 0      | 91'         |
| 26.    | 2007. június 21.    | Chicago, Soldier Field                          | Mexikó             | 1 – 0    | Guadeloupe         | CONCACAF-aranykupa, elődöntő    | 0      | 46'         |
| 27.    | 2007. június 24.    | Chicago, Soldier Field                          | Egyesült Államok   | 2 – 1    | Mexikó             | CONCACAF-aranykupa, döntő       | 0      | 81'         |
| 28.    | 2007. július 4.     | Puerto la Cruz, Estadio José Antonio Anzoátegui | Mexikó             | 0 – 0    | Chile              | Copa América, csoportkör        | 0      | 46'         |
| 29.    | 2007. július 8.     | Maturín, Estadio Monumental de Maturín          | Mexikó             | 6 – 0    | Paraguay           | Copa América, negyeddöntő       | 0      | 54'         |
| 30.    | 2008. február 6.    | Houston, Reliant Stadium                        | Egyesült Államok   | 2 – 2    | Mexikó             | barátságos                      | 0      | 70'         |
| 31.    | 2008. március 26.   | London, Craven Cottage                          | Ghána              | 1 – 2    | Mexikó             | barátságos                      | 0      | 78'         |
| 32.    | 2010. március 24.   | Charlotte, Bank of America Stadion              | Mexikó             | 0 – 0    | Izland             | barátságos                      | 0      |             |
| 33.    | 2010. május 7.      | New Jersey, New Meadowlands                     | Mexikó             | 0 – 0    | Ecuador            | barátságos                      | 0      | 60'         |
| 34.    | 2010. május 10.     | Chicago, Soldier Field                          | Mexikó             | 1 – 0    | Szenegál           | barátságos                      | 0      | 56'         |
| 35.    | 2010. május 13.     | Houston, Reliant Stadium                        | Mexikó             | 1 – 0    | Angola             | barátságos                      | 0      | 75'         |
| 36.    | 2010. május 16.     | Mexikóváros, Estadio Azteca                     | Mexikó             | 1 – 0    | Chile              | barátságos                      | 0      | 63'         |
| 37.    | 2010. május 30.     | Bayreuth, Hans-Walter-Wild-Stadion              | Mexikó             | 5 – 1    | Gambia             | barátságos                      | 2      | 58' 74'     |
| 38.    | 2010. június 27.    | Johannesburg, Soccer City                       | Argentína          | 3 – 1    | Mexikó             | vb-nyolcaddöntő                 | 0      | 46'         |
|        | Összesen            |                                                 |                    | 38       | mérkőzés           |                                 | 11     | gól         |